# مداد شمعی

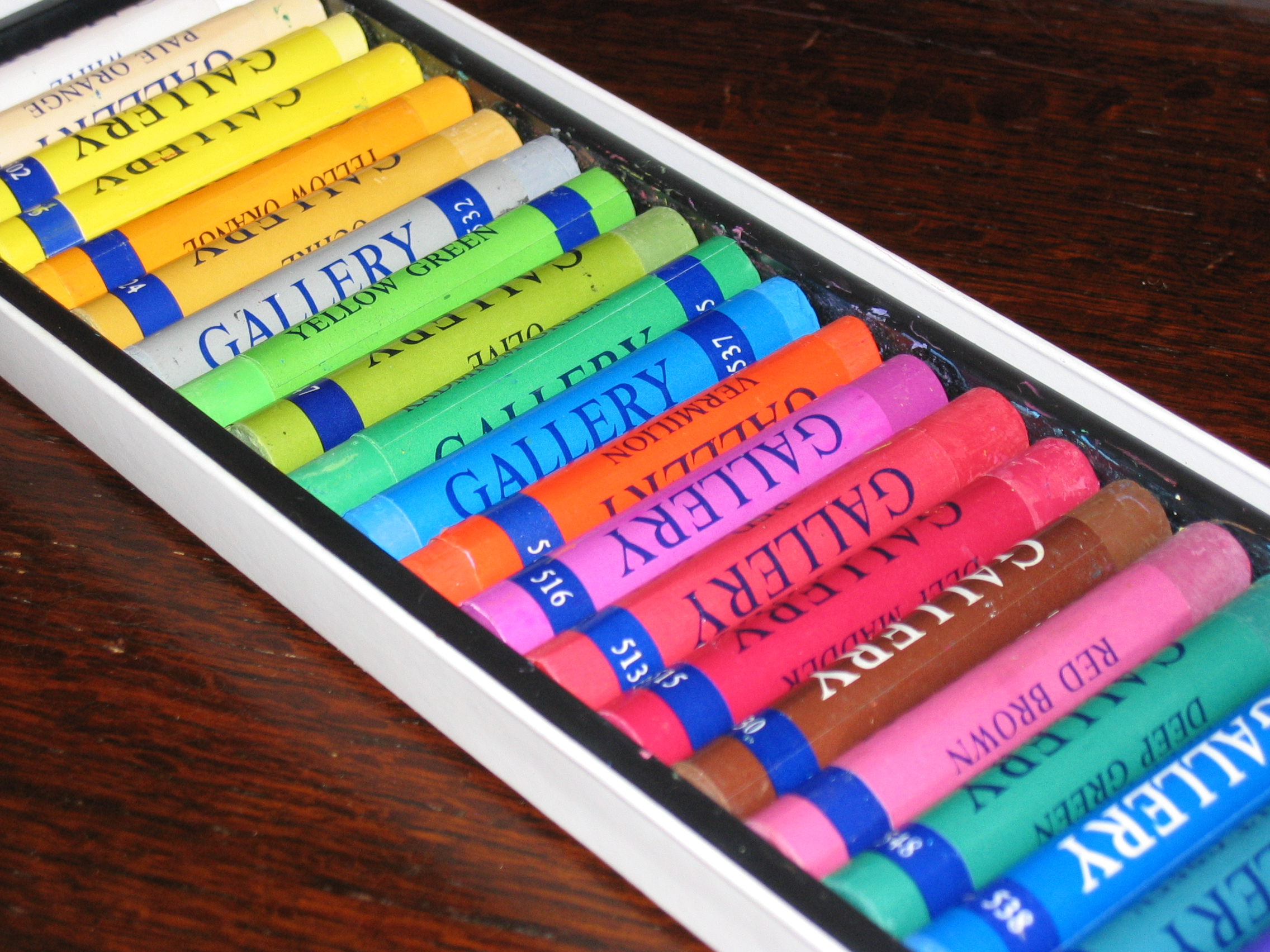
چند مداد شمعی تجاری

مداد شمعی یا پاستل روغنی، نوعی قلم ساخته شده از موم است، که از آن برای نوشتن، نقاشی، رنگ آمیزی و دیگر سبکهای تصویرگری بهره برده می‌شود.
مداد شمعی، از ترکیب رنگدانه، چسب موم و نوعی روغن غیرقابل خشک شدن ساخته می‌شود. مداد شمعی‌ها بافتی درشت تر از دیگر انواع پاستل ایجاد می‌کنند که پوشاندن آن‌ها با ثابت‌کننده رنگ فیکساتیو را دشوارتر می‌کند.

## تفاوت مداد شمعی و پاستل

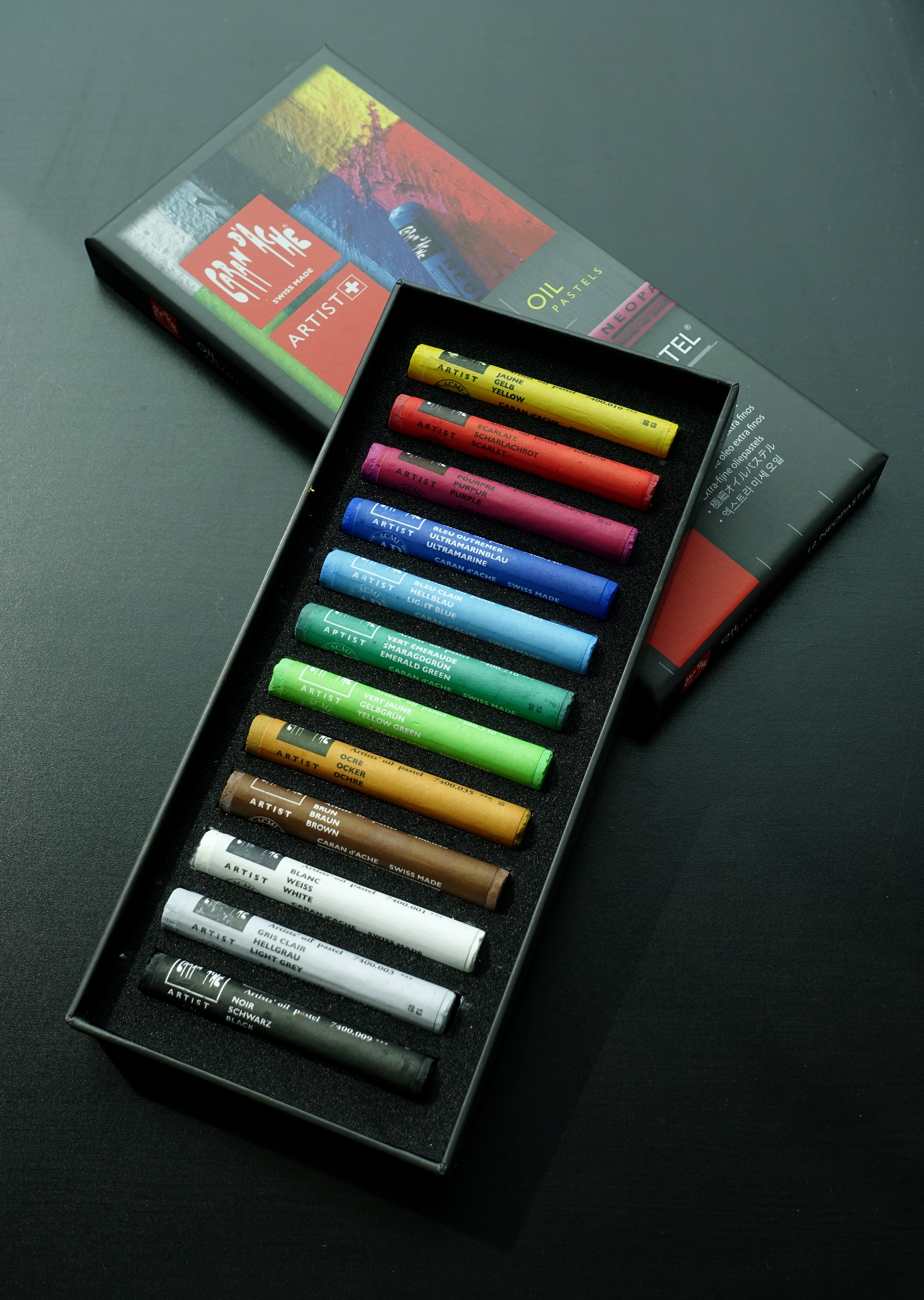
تصویری از پاستل

به‌طور کلی مداد شمعی و پاستل روغنی را در یک گروه از ابزار نقاشی دسته‌بندی می‌کنند، ولی با کمی تفاوت در ترکیبات، دارای تفاوت‌هایی هستند.
پاستل‌های روغنی، بیشتر خمیری هستند و نرم‌تر روی مقوا می‌نشینند و پوشانندگی بیشتر و بهتری دارند؛ ولی مدادهای شمعی، چرب‌تر و شمعی(مومی) هستند و در برابر رنگ‌های حلال در آب از خود مقاومت بیشتری نشان می‌دهند.